# 飴川紫乃
飴川 紫乃（あめかわ しの）は、日本の女性声優。主にアダルトゲームに声をあてている。

## 経歴
オタクの多い高校に通っていた影響で深夜アニメを見るようになり、同時期に周囲から子供のような声だと言われたことで声優という職業を意識して調べるようになったという。飴川自身は演劇経験はないものの、キャラクターの真似をして周囲が盛り上がると嬉しく、できる気がしてきたという。大学卒業後に声優の専門学校に入学した際、教師から洋画を引き合いに成人向け作品の仕事を経験していれば様々なことができるようになると言われたことに加え、元々成人向け作品に参加するかもしれないという考えがあったことから、そのような作品に対する抵抗感はなかったという。
そして、2017年発売の『幕末尽忠報国烈士伝 -MIBURO-』でメインヒロイン・藤堂平助でデビューを果たした。飴川のマネージャーがアダルトゲーム雑誌「BugBug」による2023年のインタビューで語ったところによると、このキャスティングは当時事務所にいた別のマネージャーの提案であり、メーカーであるインレも新人がデビュー作からメインヒロインというのは面白いということで乗ったという。
2018年に発売された『 抜きゲーみたいな島に住んでる貧乳はどうすりゃいいですか?』のメインヒロイン・渡会ヒナミは、飴川にとって転機となった作品だという。また、凌辱物の『White Blue』については、ファンタジーの世界だと理解したうえで楽しんで演じたと話している。

## 出演作品
太字は主役・メインキャラクター

### PCゲーム

#### 2017年
- 幕末尽忠報国烈士伝 -MIBURO-（藤堂 平助）[5][6]

#### 2018年
- ラプソディックホリデイ（マハ・D・バンクロフト）[7]
- キュートリゾート ～しようよ エッチなアクティビティ～（鮎川 みかん）[8]
- 抜きゲーみたいな島に住んでる貧乳はどうすりゃいいですか?（渡会 ヒナミ）[9]
- ラズベリーキューブ（結月 悠）[10]
- 空に刻んだパラレログラム（羽薪 葵）[11]

#### 2019年
- 絆きらめく恋いろは -椿恋歌-（カグヤ）
- 年上彼女のあまやか同棲（小笠原 ひなき）[12]
- イブニクル2（エミーリア・ブロンテ）[13]
- BUKKAKE! ドシコリングMINUKIマックスアクメしてもいいですか? ドエロいポーズして貰って見抜きぶっかけしたらお互い興奮がドチャクソヤバイです（柚花 好佳）[14]
- リアライブ（真深 明里）[15]
- ALPHA-NIGHTHAWK（ナユタ）[16]
- メイドさんのいる暮らし（相川）[17]
- 缶詰少女ノ終末世界（辻花 咲）[18]
- となりに彼女のいる幸せ ～Summer Surprise～（瓜生 小梅）[19]
- タマユラミライ（神掛 蒔奈）[20]
- ガールズ・ブック・メイカー -幸せのリブレット-（ラヴクラフト）[21]
- 彼女は友達ですか? 恋人ですか? それともトメフレですか?（柏葉 椎菜）[22]
- White Blue（伏見 アンジェリア）[23]
- 抜きゲーみたいな島に住んでる貧乳はどうすりゃいいですか? 2（渡会 ヒナミ）[24]
- ココロネ=ペンデュラム!（館ノ川 つむり）[25]
- どっちのiが好きですか？（上ノ山 芽愛）[26]
- レイルロアの略奪者（幼少レノ）[27]
- アイキス（桜田 杏）[28]
- 恋愛、借りちゃいました（天満 八純）[29]
- 恋愛、借りちゃいました 椿&ちなつ&こなつ ミニアフターストーリー（天満 八純）[30]
- AI*少女（おおらかでやさしい）

#### 2020年
- 風雷戦姫 神夢（杜松 杏那）[31]
- 恋愛、借りちゃいました 絵未&八純 ミニアフターストーリー（天満 八純）[32]
- 白詰指輪 ～四つ娘の花嫁 俺、全員選びました～（花ノ宮 二葉）[33]
- ガールズ・ブック・メイカー -グリムと3人のお姫さま- 2[34]
- 竜姫ぐーたらいふ（ハル）[35]
- アイキス2（桜田 杏）[36]
- ドーナドーナ いっしょにわるいことをしよう（キラキラ）[37]
- 竜姫ぐーたらいふ LOVE+PLUS（ハル）[38]
- 紅月ゆれる恋あかり（佐々 鳴子）

#### 2021年
- うちの主は妖怪の常識を知らない（春夏秋冬 のん）
- LiLiM Premium BOX 2 -旋風雷牙-（杜松 杏那）
- 冥契のルペルカリア（白坂 ハナ）[39]
- ISLAND DIARY（もも）
- 百合ラブスレイブ わたしだけの委員長（麻倉 真桜）
- 竜姫ぐーたらいふ2（ハル）[40]
- The BLUE 頂（伏見 アンジェリア）
- けもの道☆ガーリッシュスクエア（森野 球美）
- プリンセス☆シスターズ！ ～四姉妹は全員あなたの許嫁～（シェリル＝ハルフォード）[41]
- 星の乙女と六華の姉妹（月桂樹 ローリエ）

#### 2022年
- アイキス3 sexy（桜田 杏）
- 竜姫ぐーたらいふ3（ハル[42]）
- バブルdeハウスde○○○ 〜お風呂メーカーのショールームがシェアハウスで…〜（泉 楓花）
- RE:D Cherish!（犬飼 桜子）[4]
- ハミダシクリエイティブ凸（飯田 伊々奈）

#### 2023年
- けもの道☆ガーリッシュスクエア2（森野 球美）
- GAMMA DIMENSION ～ALPHA&BETA FAN DISK～（ナユタ）
- 天使☆騒々 Re-BOOT!（白石 チカ）
- dROSEra ～レディ・バッドエンドの初恋～（時雨 葵）
- アイコトバ -Silver Snow Sister-（星継 銀音）
- 恋とHしかしていない!（幸崎 リリカ）
- エルフとケモミミ ～ヤればヤるほど強くなる!～（ヨト）
- ユズリハの詩 -異能力組織犯罪対策部 特殊機動隊 第二課-（守志那 虎徹[43]）

#### 2024年
- 同級生2リメイク (永島 久美子)
- セレクトオブリージュ（大屋 汐莉）
- 彼女は友達ですか? 恋人ですか? それともトメフレですか? W（柏葉 椎菜）
- カノジョの親友にカラダで誘惑されるヒミツの関係（穂満 結）
- D.C.5 Plus Happiness ～ダ・カーポ5～プラスハピネス（末崎 ゆゆ）
- 夢幻のティル・ナ・ノーグ（星子 咲夜）

#### 2025年
- D.C.5 Sweet Happiness ～ダ・カーポ5～スイートハピネス（末崎 ゆゆ）

### 音声作品
- 【モン娘とH】『召喚魔法デリヘール/サキュバス』（リーリス）[44]
- 『幻想天国・和耳旅館～小さな妖狐姉妹による甘やかしセラピー♪』（北月）[45]
- 妹はおにーちゃんが好きすぎてひたすら犯しちゃうの（深田 唯）[46]
- JKギャルユキちゃんの耳舐めリフレクソロジー（姫川 ユキ）[47]
- JK姉妹のえっちなペットにされちゃうお話【バイノーラル】（聖菜）[48]
- 【KU-100】妖狐のぽかぽか恩返し ～ロリ狐娘と山奥の庵でラブラブ共同生活～（白瀬 お紺）[49]

### オンラインゲーム
- LAST DRAGOON～禁断のXXX～（パストリア・メイ）
- ジェミニシード（セシル、コーティ、ハルナ、パトリシア、スミレ）
- 宝石姫 JEWEL PRINCESS/宝石姫 reincarnation（チャロアイト、モスコバイト）
- FLOWER KNIGHT GIRL [50]
- アートワール魔法学園の乙女たち（ポーリィ[51]）
- 要塞少女（フィー、サンドラ、イルミナ[52]、トキ[53]、フィー【新春】[54]）
- 超昂大戦 エスカレーションヒロインズ（ビートアイドル・マリナ / 明日川 マリナ[55]、閃忍キッカ / 槇島 キッカ[56]）
- ミナシゴノシゴト（トロイア[57]）
- 神殺しのアリア（桐生絶佳[58]）
- 救世少女メシアガール (ラビメア)
- ふるーつふるきゅーと（青りんご、ポテト、セシル[ジェミニコラボ]）
- Deep One 虚無と夢幻のフラグメント (マリナ)
- エンジェリックリンク（ミカエル[59]、サレオス[60]）
- 白黒三国志 (劉備玄徳[61])
- スイートホームメイド(山崎ひまり子)

### 同人ゲーム
- 素晴らしき国家の築き方（なな）
- ウチのペット事情（ミント）[62]
- シロクロ ～色情症の幼馴染を世話することになった、彼女にナイショで～（凪咲 白）
- FalseMyth2~愛憎のエゴイズム~（メメル）

### ゲームソフト
- メイドさんのいる暮らし (PlayStation 4)（相川）[63]
- けもの道☆ガーリッシュスクエア (PlayStation 4/Nintendo Switch)（森野 球美）

### 曲
- 「なんでかな？」（『抜きゲーみたいな島に流れる歌はどうすりゃいいですか？』キャラクターソング）

### イベント・ライブ出演
| 出演日         | タイトル                                                                                           | 会場                          |
| -------------- | -------------------------------------------------------------------------------------------------- | ----------------------------- |
| 2019年06月08日 | 缶詰少女ノ終末世界』烏森さん生誕祭&『バタフライシーカー』&『言の葉舞い散る夏の風鈴』合同イベント！ | 新宿STARCRANE（東京都）       |
| 2019年10月19日 | E-SPADA vol.6！                                                                                    | 大須RAD HALL（愛知県）        |
| 2019年12月15日 | えんたくっ！2 『え、もう年末？みんなで忘年会だ！』                                                 | 秋葉原BAR Honest（東京都）    |
| 2019年12月27日 | ぬきたしファンミーティング～不倫は文化祭～                                                         | 高田馬場 CLUB PHASE（東京都） |
| 2019年12月30日 | Silkysplus☆LiveFes！2019Winter                                                                     | 秋葉原 P.A.R.M.S（東京都）    |

### ラジオ
- ラズベリーキューブ「ゆぅる～りラジオ」メインパーソナリティ（第1回 - 第5回）[69]
- エロみアイドル宣言!お手伝いラジオ（第1回 - ）[70]